# Saison 4 de L'Agence tous risques
 (juin 2025).
Si vous disposez d'ouvrages ou d'articles de référence ou si vous connaissez des sites web de qualité traitant du thème abordé ici, merci de compléter l'article en donnant les références utiles à sa vérifiabilité et en les liant à la section « Notes et références ».
Chronologie
Saison 3 Saison 5
La saison 4 de la série télévisée L'Agence tous risques comporte vingt-trois épisodes diffusés en France de septembre 1985 à mai 1986.

## Épisodes 1 et 2:Le Jugement dernier
- États-Unis : NBC, 24 septembre 1985

- Invité spécial: June Chadwick dans le rôle de Carla Singer.

## Épisode 3:Le Monstre du lac
- États-Unis : NBC, 1er octobre 1985

## Épisode 4:Un quartier tranquille
- États-Unis : NBC, 22 octobre 1985

- Invitée spéciale : Della Reese dans le rôle de Mme Baracus. Ray Wise dans le rôle de Phillip Chadway.

## Épisode 5:La Route de l'espoir
- États-Unis : NBC, 29 octobre 1985

## Épisode 6:Rock N' Roll
- États-Unis : NBC, 5 novembre 1985

- Invités spéciaux :Isaac Hayes dans le rôle de C.J. Mack.

## Épisode 7:Rien que du muscle
- États-Unis : NBC, 12 novembre 1985

- Invité spécial : Hulk Hogan dans son propre rôle.

## Épisode 8:Grand prix
- États-Unis : NBC, 19 novembre 1985

- Dernière apparition du colonel Decker durant cette saison. Il reviendra au début de la cinquième saison.

## Épisode 9:Qui est qui?
- États-Unis : NBC, 26 novembre 1985

- Invité Spécial : David Hedison qui joue le rôle de l'agent de la CIA.

## Épisode 10:Un quartier anglais
- États-Unis : NBC, 3 décembre 1985

Invités spéciaux:
Walter Oklewicz dans le rôle de Joe Skrylow, John Aprea dans le rôle de Woody Stone
Valerie Stevenson dans le rôle de Stevie Faith, Victor Campos dans le rôle de Juarez
Julius Carry dans le rôle de Mussaf, Robert Pastorelli dans le rôle de Dixon
Steve Eastin dans le rôle de Taylor, Richard McGonagle dans le rôle de Pete Peterson
Peggy Walton-Walker dans le rôle de l'agent immobilier, Scott St. James dans le rôle du présentateur de nouvelles

## Épisode 11:Le docteur est sorti
- États-Unis : NBC, 10 décembre 1985

- Invité spécial :Richard Anderson dans le rôle du psychiatre.

## Épisode 12:Prudence les enfants
- États-Unis : NBC, 17 décembre 1985

- Invité spécial : Arte Johnson dans le rôle de Sydney/Oncle Buckle-Up.

## Épisode 13:La roue de la fortune
- États-Unis : NBC, 14 janvier 1986

- Invités spéciaux:Pat Sajak, Vanna White et Jack Clark dans leurs propres rôles.

## Épisode 14:Opération Abraxis
- États-Unis : NBC, 21 janvier 1986

## Épisode 15:Club privé
- États-Unis : NBC, 28 janvier 1986

## Épisode 16:Cowboy George
- États-Unis : NBC, 11 février 1986

- Invités spéciaux :

LQ Jones dans le rôle de Chuck Danford, Taylor Lacher dans le rôle de Miller
Ben Slack dans le rôle de Herm, Jim Boeke dans le rôle de Butch

## Épisode 17:Un monde de fou
- États-Unis : NBC, 18 février 1986

## Épisode 18:Une vraie mine d'or
- États-Unis : NBC, 25 février 1986

## Épisode 19:Le trésor sous la mer
- États-Unis : NBC, 4 mars 1986

Lloyd J. Schwartz

## Épisode 20:La mission de la paix
- États-Unis : NBC, 11 mars 1986

## Épisode 21:Harry a des ennuis
- États-Unis : NBC, 25 mars 1986

## Épisode 22:Services en tous genres
- États-Unis : NBC, 6 mai 1986

## Épisode 23:Les orages du souvenir
- États-Unis : NBC, 13 mai 1986